# Beach Meadows Beach (plaża)
Beach Meadows Beach – plaża (beach) w kanadyjskiej prowincji Nowa Szkocja, w hrabstwie Queens, na północny wschód od miejscowości Liverpool (44°03′23″N, 64°38′21″W); nazwa urzędowo zatwierdzona 3 września 1975.